# L'oro del mondo
L'oro del mondo (literal, El oro del mundo) es una película italiana de 1968 dirigida por Aldo Grimaldi. La película también es conocida por el título alternativo I due salumieri. Se trata de una secuela de un anterior filme de Grimaldi, Nel sole (1967). 

## Argumento
Giorgio, hijo de un rico industrial, está enamorado de Lorena, una estudiante universitaria comprometida con Carlo. Después de haber intentado en vano conquistarla, sin que la muchacha lo tomara en consideración, Giorgio recurre a un expediente infame: aprovechando la ausencia de su padre, amenaza con provocar la quiebra de la pequeña industria propiedad de los padres de Lorena. La chica, para evitar la ruina de su familia, abandona a Carlo sin darle explicaciones y acepta comprometerse con Giorgio. Carlo, habiendo conocido por un amigo el motivo del repentino cambio de actitud de su novia, se enfrenta a su mezquino rival y le da una buena lección. El regreso del padre de Giorgio lo suaviza todo: después de haber castigado severamente a su hijo, el rico industrial concede un importante préstamo al padre de Lorena, que así puede evitar la quiebra. Carlo retoma así su lugar de novio junto a Lorena.

## Reparto
- Romina Power como Lorena Vivaldi.
- Al Bano como Carlo Carrera.
- Linda Christian como Madre de Lorena.
- Carlo Giordana como Giorgio Castelli.
- Franco Franchi como Franco.
- Ciccio Ingrassia como Ciccio.
- Nino Taranto como Filippo Pugliese.
- Antonella Steni como la esposa de Pugliese.
- Enrico Montesano como Francesco Alessandroni.
- Carla Vistarini como estudiante.
- Carlo Taranto como Concesionario.
- Consalvo Dell'Arti como el padre de Giorgio.
- Nino Terzo como Ujier.
- Ignazio Leone como Ferretti, contador.